# Гвам на Светском првенству у атлетици на отвореном 2017.
Гвам је учествовао на Светском првенству у атлетици на отвореном 2017. одржаном у Лондону од 4. до 13. августа, четрнаести пут. Репрезентацију Гвама представљала је једна атлетичарка која се такмичила у трци на 200 метара.
На овом првенству Гвам није освојио ниједну медаљу. Није било нових националних и личних рекорда, као ни најбољих резултата у сезони.

## Учесници
Жене:
- Regine Tugade — 200 м

## Резултати

### Жене
| Атлетичарка   | Дисциплина | Лични рекорд | Квалификације | Квалификације | Полуфинале            | Полуфинале            | Финале                | Финале       | Детаљи                                   |
| Атлетичарка   | Дисциплина | Лични рекорд | Резултат      | Место         | Резултат              | Место                 | Резултат              | Место        | Детаљи                                   |
| ------------- | ---------- | ------------ | ------------- | ------------- | --------------------- | --------------------- | --------------------- | ------------ | ---------------------------------------- |
| Regine Tugade | 200 м      | 25,28 НР     | 26,22         | 6. у гр. 5    | Није се квалификовала | Није се квалификовала | Није се квалификовала | 46 / 46 (49) | Архивирано на веб-сајту (3. август 2018) |